# Craterellus lutescens
Craterellus lutescens (antes Cantharellus lutescens (Fries), lutescens: que se vuelve amarillo) —conocido comúnmente como rebozuelo anaranjado, trompeta amarilla, angula de monte, camagroc, rossinyolic, camasec, saltsa-perretxiko hori— es una seta que vive en los bosques de pinos, principalmente en los de pino albar, y considerada muy buena comestible. Crecen formando grandes colonias en las umbrías musgosas, por lo cual son muy fáciles de encontrar.
De sombrero moreno grisáceo, en un principio convexo-umbilicado y después imbutiforme, de 3 a 6 cm de diámetro y margen muy ondulado. La cara inferior, que es de un bello color naranja suave, primero lisa y después venada, sin láminas definidas, se une sin solución de continuidad con el pie, afuado y del mismo color.
La carne, que es elástica, se seca fácilmente, y entonces desprende un perfume intenso, de caldo de carne. Una vez secado también se puede moler para usarlo en guisos, caldos, arroces, como especia. También se puede conservar llevándolo a ebullición y congelándolo inmediatamente.